# Busunglück von Werschau

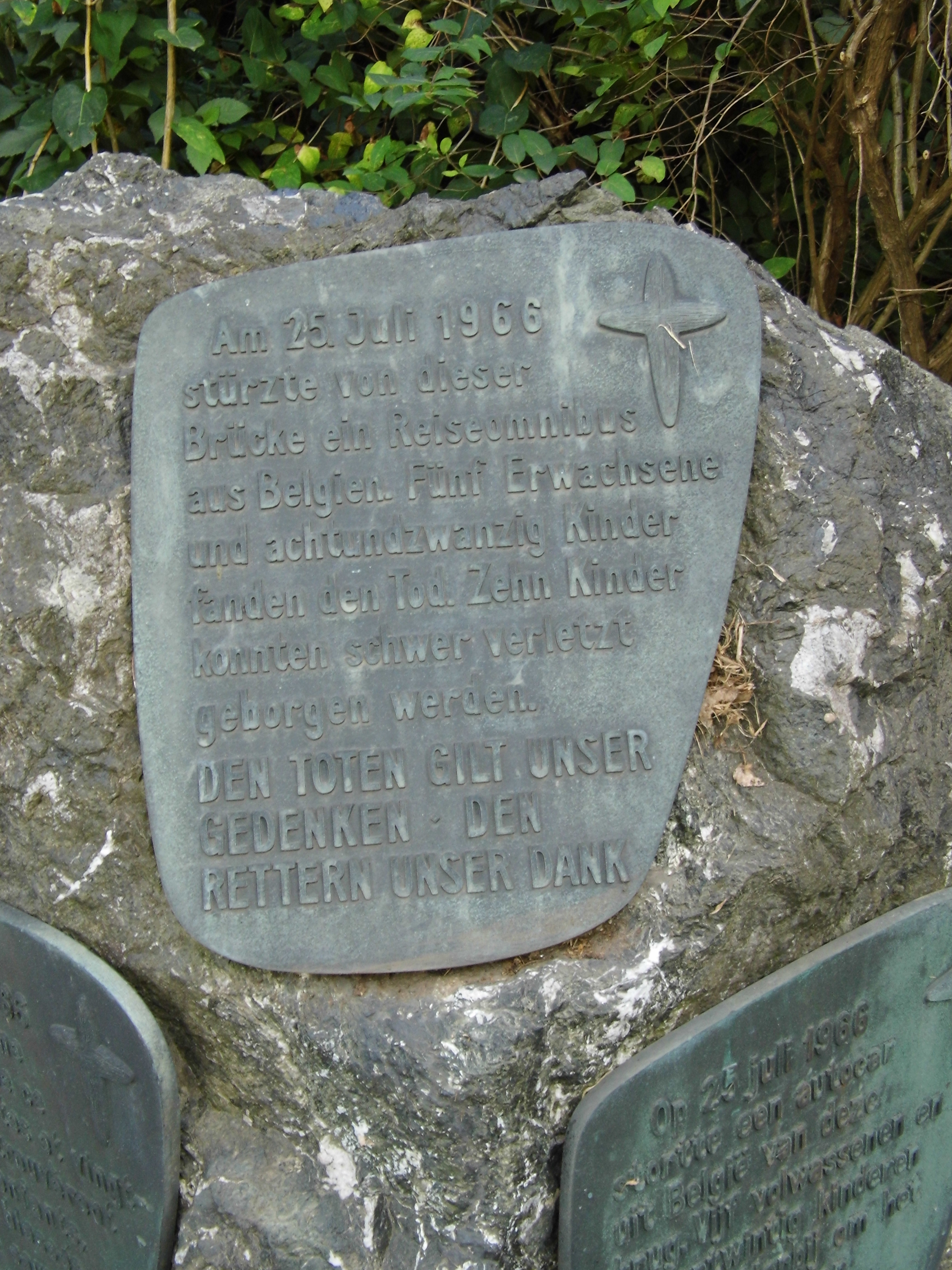
Gedenkstein, Nahansicht

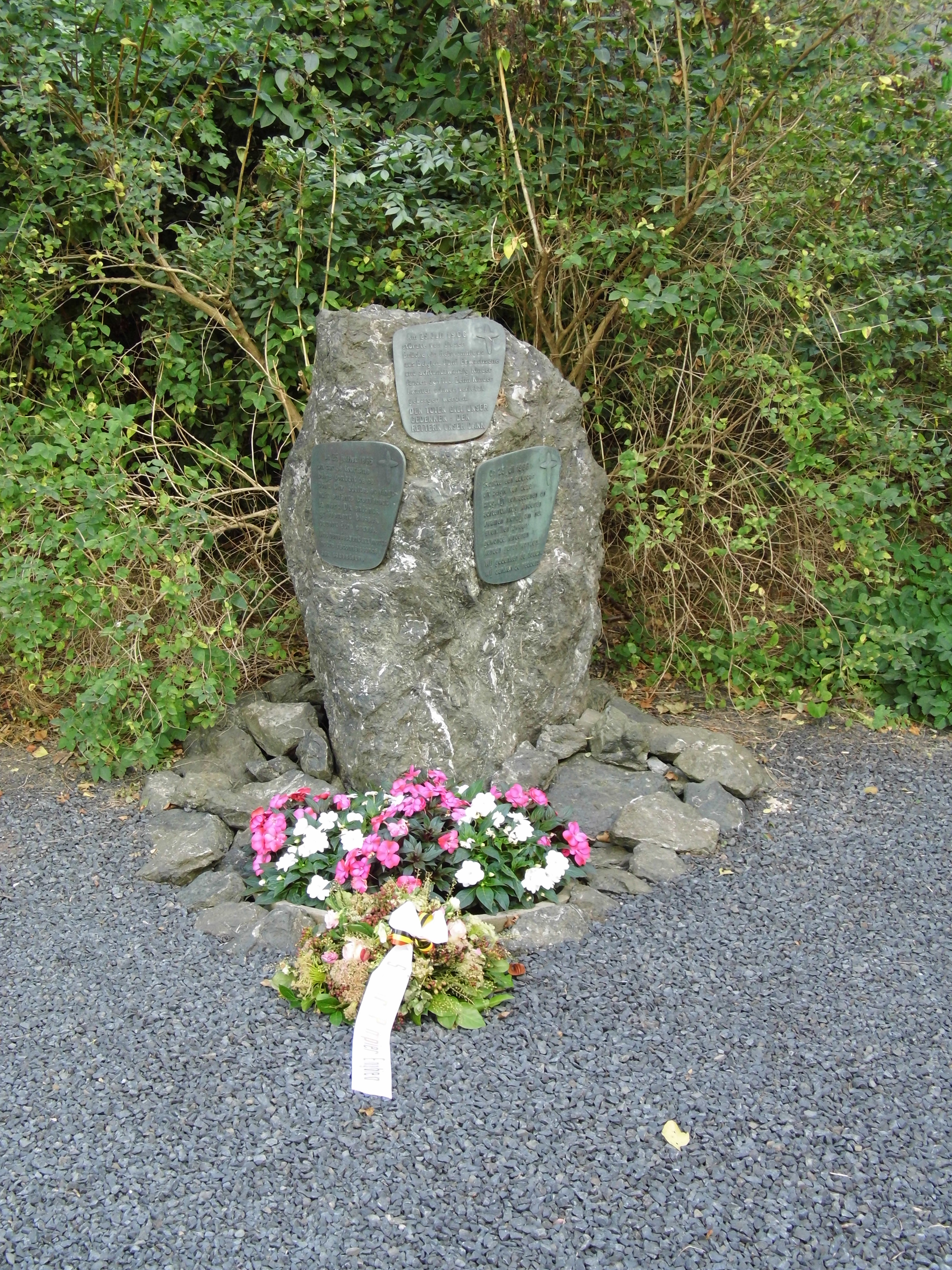
Gedenkstein, Totale

Das Busunglück von Werschau am 25. Juli 1966 forderte 33 Todesopfer.

## Das Unglück
Um 5:15 Uhr am 25. Juli 1966 durchbrach ein belgischer Reisebus im „Werschauer Loch“ die Leitplanken der Bundesautobahn 3 und stürzte von der Autobahnbrücke in die Tiefe. Die Autobahn führt hier von Bad Camberg kommend über eine längere Strecke bergab und führt kurz vor der tiefsten Stelle über eine Linkskurve auf die Talbrücke über die Landesstraße 3022, bevor sie auf einer langen Gerade Richtung Limburg an der Lahn wieder aufwärts führt. Der Bus berührte mit dem rechten Vorderrad einen Betonsockel auf der rechten Fahrbahnseite und riss dann das schwere Brückengeländer ab. Er stürzte 12 Meter in die Tiefe. Der Aufbau des schweren Fahrzeugs wurde beim Aufprall stark zusammengedrückt. Der Bus war technisch in gutem Zustand. Als Unglücksursache wird Übermüdung des (ebenfalls ums Leben gekommenen) Busfahrers vermutet.
Der Bus war mit einer Reisegruppe belgischer Schüler besetzt, die auf der Rückreise von Schladming nach Belgien waren. Von den 43 Personen an Bord starben 33, darunter 28 Kinder. Die meisten Kinder waren im Schlaf vom Tod überrascht worden. Die Rettung der Überlebenden erwies sich als schwierig: Die Freiwillige Feuerwehr war nur mit Beilen ausgestattet, um die Überlebenden aus dem Bus zu befreien. 17 Personen wurden vor Ort für tot erklärt, die anderen in umliegende Krankenhäuser gebracht. Das St. Vincenz-Krankenhaus Limburg war nicht in der Lage, alle Verletzten aufzunehmen, einige mussten nach Diez oder Hadamar gebracht werden. Lediglich 10 Busreisende überlebten.
Auf der Autobahn bildete sich ein Stau, der zu Folgeunfällen führte. Besonders tragisch war ein Auffahrunfall. Hierbei bemerkte ein Fahrer einer schweren Limousine das Stauende zu spät. Bei dem Ausweichmanöver geriet er auf die Gegenfahrbahn und kollidierte dort mit einem anderen Fahrzeug. Einer der Insassen dieses Fahrzeugs, ein Bundeswehrsoldat, kam dabei ums Leben.
Das Unglück weckte bundesweit und vor allem in Belgien Trauer und Bestürzung. Die Frau des belgischen Botschafters in Deutschland, Madame Loridan, besuchte die Überlebenden im Krankenhaus. Bundespräsident Heinrich Lübke und Hessens Ministerpräsident Georg August Zinn schickten Beileidstelegramme an König Baudouin. Auch Bundesverkehrsminister Seebohm kondolierte seinem belgischen Amtskollegen Alfred Bertrand. Über 60 Angehörige wurden mit einer belgischen Militärmaschine eingeflogen, andere wurden in zwei Reisebussen nach Limburg gebracht.
Die Toten wurden in der Aula der Tilemannschule in Limburg aufgebahrt, wo ihre Angehörigen von ihnen Abschied nahmen. Im vollbesetzten Limburger Dom fand ein Requiem statt. Anschließend fand eine Trauerfeier in der Tilemannschule statt. Vertreter von Bund, Land, Kreis und Stadt und belgische Vertreter, darunter Erziehungsminister Michel Touissant drückten dabei ihre Trauer aus. Danach wurden die Toten nach Belgien überführt und dort beerdigt.

## Gedenken
An der Unfallstelle an der Landesstraße 3022 erinnert ein Gedenkstein an die Toten des Unfalls. Es handelt sich um einen großen Findling, an dem drei Tafeln in deutscher, französischer und niederländischer Sprache den Unfallhergang beschreiben. Anlässlich des 50. Jahrestages des Unfalls fand eine Informations-Ausstellung von Gemeindearchiv und Feuerwehr in der Vereinigten Volksbank eG Limburg, Filiale Niederbrechen statt.

## Weitere Busunglücke
- siehe Liste von Busunglücken